# 角果藻
角果藻（学名：Zannichellia palustris）为茨藻科角果藻属下的一个种。